# Lisa Chappell
Lisa Chappell, född 18 oktober 1968 i Auckland, är en nyzeeländsk skådespelare och sångerska. Hon var gift med Chris Taylor 2001–2005; de möttes på en fest hos Rachael Carpani, medspelare i McLeods döttrar. Denna TV-serie är för övrigt Chappells mest berömda. Den första serien hon var med i hette Gloss. Därutöver har hon medverkat i åtskilliga andra film- och TV-roller.

## TV-roller (urval)
- 2025 – Zombies 4: Dawn of the Vampires
- McLeods döttrar, 2001–2004
- Hercules, 1995–1999
- Gloss, 1987

## Musik
I maj 2006 släppte Chappell sitt debutalbum When Then Is Now.